# HD 45184
HD 45184 è una stella nana gialla nella sequenza principale di magnitudine 6,37 situata nella costellazione del Cane Maggiore. Dista 72 anni luce dal sistema solare. Nel 2011 è stato scoperto, con il metodo della velocità radiale, un pianeta extrasolare orbitare attorno ad essa, 12 volte più massiccio della Terra. Un ulteriore esopianeta è stato scoperto nel 2019 tramite lo strumento HARPS montato al telescopio di 3,6 metri dell'ESO.

## Osservazione
Si tratta di una stella situata nell'emisfero celeste australe; grazie alla sua posizione non fortemente australe, può essere osservata dalla gran parte delle regioni della Terra, sebbene gli osservatori dell'emisfero sud siano più avvantaggiati. Nei pressi dell'Antartide appare circumpolare, mentre resta sempre invisibile solo in prossimità del circolo polare artico. Essendo di magnitudine pari a 6,4, non è osservabile ad occhio nudo; per poterla scorgere è sufficiente comunque anche un binocolo di piccole dimensioni, a patto di avere a disposizione un cielo buio.
Il periodo migliore per la sua osservazione nel cielo serale ricade nei mesi compresi fra dicembre e maggio; nell'emisfero sud è visibile anche all'inizio dell'inverno, grazie alla declinazione australe della stella, mentre nell'emisfero nord può essere osservata limitatamente durante i mesi della tarda estate boreale.

## Caratteristiche fisiche
La stella è una nana gialla nella sequenza principale; possiede una magnitudine assoluta di 4,65 e la sua velocità radiale positiva indica che la stella si sta allontanando dal sistema solare.
Si tratta di una stella molto simile al Sole, di tipo spettrale G2Va, solo leggermente più massiccia e luminosa, con un raggio del 3% maggiore rispetto a quello solare. C'è qualche incertezza sull'età, anche se il valore medio suggerisce che sia circa mezzo miliardo di anni più giovane, con un'età approssimativa stimata di 4,26 miliardi anni. Anche la metallicità è simile, con una presenza del 12% in più di elementi pesanti rispetto all'abbondanza degli stessi nel Sole.

## Sistema planetario
Nel 2011 venne scoperto un pianeta extrasolare che orbita a una distanza media dalla stella di 0,0638 UA in un periodo di 5,89 giorni. Il pianeta ha una massa pari a 12,7 M⊕, e potrebbe quindi essere un nano gassoso più che una super Terra, dipende dalla densità, che rimane sconosciuta poiché non è noto il raggio.
Nel 2019 è stato scoperto un altro pianeta, HD 45184 c, che orbita attorno alla stella in poco più di 13 giorni, ha una massa minima di 8,81 M⊕ e come il primo, potrebbe trattarsi di un mininettuno senza superficie solida, oppure di una massiccia super Terra, tuttavia essendo stato scoperto con il metodo della velocità radiale non è noto il raggio e di conseguenza la sua densità.
Osservazioni tramite il telescopio spaziale Spitzer del 2010 avevano già evidenziato un eccesso di radiazione nell'infrarosso, solitamente imputabile alla presenza di un disco di detriti, in questo caso distante circa 1 UA dalla stella avente una temperatura di circa 280 K. Osservazioni del 2016 condotte con WISE hanno suggerito la presenza di ulteriori dischi di polveri, in particolare di uno posto a circa 23 UA di distanza dalla stella, a una temperatura di 60 K.

### Prospetto del sistema
| Pianeta | Tipo         | Massa    | Periodo orb. | Sem. maggiore | Eccentricità | Scoperta |
| ------- | ------------ | -------- | ------------ | ------------- | ------------ | -------- |
| b       | Nano gassoso | 12,19 M⊕ | 5,89 giorni  | 0,0644 UA     | 0,07         | 2011     |
| c       | Nano gassoso | 8,81 M⊕  | 13,13 giorni | 0,11 UA       | 0,07         | 2019     |